# هاينريش جورج
هاينريش جورج (بالألمانية: Heinrich George )‏ (و. 1893 – 1946 م) هو ممثل مسرحي، وممثل أفلام، وكاتب غير روائي ألماني، ولد في شتتين، توفي عن عمر يناهز 53 عاماً.

## وصلات خارجية
- هاينريش جورج على موقع IMDb (الإنجليزية)
- هاينريش جورج على موقع مونزينجر (الألمانية)
- هاينريش جورج على موقع ألو سيني (الفرنسية)
- هاينريش جورج على موقع أول موفي (الإنجليزية)
- هاينريش جورج على موقع قاعدة بيانات الأفلام السويدية (السويدية)
- هاينريش جورج على موقع ديسكوغز (الإنجليزية)
- هاينريش جورج على موقع قاعدة بيانات الفيلم (الإنجليزية)
- هاينريش جورج على موقع كينوبويسك (الروسية)